# Куммиан
Куммиан (род. ок. 590 года, умер ок. 665 года) — святой игумен Килкумминский. День памяти — 12 ноября.
Святой Куммиан Фада (Cummian, Cumian the Fada), или Куммин (Cummin) был сыном короля Фиахны из Западного Манстера (King Fiachna of West Munster), Ирландия. Он стал монахом и был помещён в монастырскую школу в Клонферте. Позже он стал отцом-основателем монастыря Килкуммин. Он стал известен, в частности, благодаря тому, что изучал и претворял в жизнь Римскую литургическую практику в противоположность настоятелю монастыря Айона, который был стойким защитником кельтских традиций. Труд Куммиана Пасхальное послание ("Paschal Epistle") сохранился по сей день. Также известны его гимны. Прилагательное Фада (Fada или Fota) в его имени означает высокий.
Иногда считают, что он был приёмным сыном святой Иты.